# 바르텔스날다람쥐
바르텔스날다람쥐(Hylopetes bartelsi)는 다람쥐과에 속하는 설치류이다. 인도네시아 서자바 지역의 토착종이다. 아열대 또는 열대 기후 지역 숲에서 서식한다. 학명과 일반명은 네델란트 박물학자 바르텔스(Max Eduard Gottlieb Bartels)의 이름에서 유래했다.